# ایمن دین
آیمن دین (به انگلیسی: Aimen Dean) از بنیانگذاران القاعده بود که در سال ۱۹۹۸ به سازمان‌های اطلاعاتی بریتانیا ملحق شد.

## سال‌های اولیه زندگی
وی در یکی از کشورهای عربی به دنیا آمده‌است. پدرش پیمانکار بود و مادرش خانه‌دار.
وی در سال ۱۹۹۴ و در حالی که ۱۶ سال داشت در بوسنی و هرزگوین رفت و با خالد شیخ محمد مغز متفکر انفجارهای ۱۱ سپتامبر آشنا شد.

## بیعت با بن لادن
وی در سپتامبر ۱۹۹۷ از فلیپین به افغانستان بازگشت و با القاعده و بن لادن بیعت کرد.

## همکاری با MI6
وی در سال ۱۹۹۸ و در خلال دوره درمانش در خارج از افغانستان پس از درگیری درونی فکری و عقیدتی از القاعده خارج شد و به ام‌آی۶ ملحق شد و پس از فراگیری آموزش‌های اطلاعاتی-امنیتی به القاعده بازگشت و در به شکست کشیدن ده‌ها عملیات این گروه کمک کرد.
وی به مدت نه سال از القاعده جاسوسی می‌کرد.
با برملا شدن ماجرای جاسوسی وی، القاعده فتوای قتل وی را صادر کرد.

## رسانه ای شدن
ایمن دین با اسم رمزی به انتشار خاطراتش در مصاحبه با روزنامه الحیات چاپ لندن پرداخت. وی در اواخر سال ۱۳۹۳ شمسی در رسانه‌های بی‌بی‌سی با نام ایمن دین ظاهر شد. وی در برنامه گفتگو محور شبکه العربیه با نام نقطه النظام نیز حضور یافت.

## سفر به استرالیا
وی در سال ۲۰۰۰ میلادی (۲۵ مرداد ۱۳۷۹) برای تضمین امنیت المپیک سیدنی از عملیات انتحاری به استرالیا سفر داشت. حاصل این تلاش‌ها منجر به حضور هیاتی از طالبان به عنوان عضو ناظر در المپیک سیدنی بود.

## اظهارنظرها
وی در خصوص فلسفه جهاد معتقد است در جهاد مأموریت و هدف مشخص است و آن دفاع از جان و ناموس و دین مردم مسلمان است در حالی که در القاعده محافظت از مسلمانان به بهانه ای برای راه انداختن جنگ جهانی علیه غرب تبدیل شده‌است و این مفهوم تغییر ایدئولوژی است.